# Salacia rhodesiaca
Salacia rhodesiaca là một loài thực vật có hoa trong họ Dây gối. Loài này được Blakelock miêu tả khoa học đầu tiên năm 1956.